# Epipleoneura venezuelensis
Epipleoneura venezuelensis är en trollsländeart som beskrevs av Racenis 1955. Epipleoneura venezuelensis ingår i släktet Epipleoneura och familjen Protoneuridae. Inga underarter finns listade i Catalogue of Life.